# シューヤ (小惑星)
シューヤ (4196 Shuya) は小惑星帯の外縁部に位置する小惑星。ロシアの女性天文学者リュドミーラ・チェルヌイフが発見した。
発見者が生まれたロシアのイヴァノヴォ州で3番目に大きな都市、シューヤ (Shuya; ロシア語: Шу́я) から命名された。